# Francisco Eduardo da Costa
Francisco Eduardo da Costa (Lamego, 15 de março de 1818 — Santo Ildefonso, Porto, 27 de agosto de 1855) foi um compositor, pianista, chefe de orquestra e professor de música portuense da primeira metade do século XIX.

## Biografia
Francisco Eduardo da Costa era filho de José Luís da Costa, que teria casado em Viana do Castelo, com uma senhora de nome desconhecido. Algumas obras apontam a cidade de nascimento do compositor como Lamego, divergindo de outras, em que se afirma ter sido no Porto.
Segundo Joaquim de Vasconcelos, o pai, que trabalhava nos cartórios da cidade de Viana, por falta de meios para a sua subsistência, mudou-se para Lamego, onde teria nascido o seu filho. Movidos pelo mesmo motivo, mudam-se para o Porto, em 1822. José Luís da Costa, aficionado da música e tocador de clarinete, incutiu nos filhos o gosto pela música, interessando-se em proporcionar-lhes uma educação musical. Entre os 4 filhos, Francisco Eduardo demonstrava, já na infância, uma disposição e sagacidade natural, tornando-se o discípulo predileto de seu pai. O primeiro campo em que Francisco demonstra as suas habilidades, com apenas 5 anos, é num manicórdio, sendo admirado pelo círculo de amigos da família, que, movidos, lhe encomendam um piano de Londres.
Francisco Eduardo da Costa aperfeiçoa através de um estudo metódico o piano e a Música teórica, revelando um talento nato, tocando em pouco tempo saraus para a nata da sociedade portuense. D. Pedro IV, num destes saraus, admirado pelos talentos do jovem pianista, em conversa com dois ajudantes (J. de Calça e Pina e Barão de Saavedra), revela o desejo de o enviar para França, para lá terminar a educação artística e vir ocupar de seguida os lugares de Mestre da Real Câmara e da Família Real, vagos pela morte de Marcos Portugal. Tal não se concretizou, muito devido à precoce morte do rei.
Em 1833, com apenas 15 anos, é acometido de graves problemas intestinais, que o acompanham nos anos seguintes. Terminada a Guerra Civil Portuguesa em 1834, começou a escrever e a compor, principiando com ensaios de quintetos e sextetos para vários instrumentos. A visita feita ao Porto em 1835 de D. Maria II, proporcionou ao artista a ocasião para a orquestração de um Te-Deum, que se cantou na Igreja da Lapa. O êxito desta composição foi lisongeiro, pois no ano seguinte, em 1836, encontra-se no Teatro de São João, à testa da companhia lírica, dirigindo tudo o que era relativo ao canto. É nesta época que funda uma Sociedade Filarmónica, com ajuda de amigos e colegas.
O bispo do Porto, D. Jerónimo Rebelo, motivado pelos elogios que ouvia a favor de Francisco Eduardo, chama-o para ser Mestre e Organista da Sé Catedral, com a ideia de se utilizar dos serviços do jovem professor, que deixa neste lugar memória de artista distinto e mestre consciencioso. Inicia neste período uma larga produção de música sacra.
Em 1854 adoece gravemente com tuberculose, pausando o seu trabalho. Um contemporâneo descreve-o da seguinte forma: "(...) Perfeito modelo de bons filhos, bom irmão, bom amigo e excellente amigo dos seus collegas (...) que as Damas portuenses o tinham em tanta estima, que não se prestavam de boa vontade a cantar nos saraus, se o joven artista não as acompanhava (...)".
Faleceu solteiro com apenas 37 anos, na Rua da Alegria, freguesia de Santo Ildefonso, no Porto, a 27 de agosto de 1855. Encontra-se sepultado no Cemitério do Prado do Repouso, num jazigo com monumento encimado por um busto "mandado erigir pelos amigos e admiradores".
Francisco Eduardo da Costa foi também Cavaleiro da Ordem de Cristo, membro do Conservatório Real da Música de Lisboa e membro-fundador do Clube Portuense Os Bailes.
A vida deste compositor portuense é extensamente abordada no romance O Arco de Vandôma de Alberto Pimentel.

## Obras[1]
- Te-Deum a grande orchestra (1835);
- Missa de Santa Isabel (1836);
- Missa a grande orchestra, dedicada à Sociedade Filarmónica;
- Grande Missa, dedicada à Ordem Terceira de São Francisco;
- Credo, dedicado à Ordem supra;
- Missa com Órgão e vozes e acompanhamento de Baixos, dedicada ao Bispo do Porto;
- Grande Missa com acompanhamento de orchestra, oferecida ao Conde de Ferreira;
- 2 Missas com acompanhamento de orchestra;
- 2 Missas mais pequenas;
- 6 Credos;
- 4 Graduaes;
- Libera-me a grande orchestra;
- Responsórios a grande orchestra, que serviram nas exéquias fúnebres de D. Maria II em 1853, mandadas celebrar pela Câmara do Porto;
- 6 Symphonias (Fantasias para orquestra).